# Margarete của Bohemia, Bá tước phu nhân xứ Nürnberg
Margarete của Bohemia (29 tháng 9 năm 1373 - 4 tháng 6 năm 1410) là con gái của Hoàng đế La Mã Thần thánh Karl IV và người vợ thứ tư của ông là Elisabeth xứ Pomerania. Anh chị em ruột của bà bao gồm Anne của Bohemia và Hoàng đế La Mã Thần thánh Sigismund.

## Tiểu sử
Năm 1381, Margarete kết hôn với John III, Burgrave xứ Nuremberg. Cuộc hôn nhân chỉ sinh ra một hậu duệ:
- Elisabeth xứ Nuremberg (1391–1429), kết hôn Eberhard III, Bá tước xứ Württemberg, có hậu duệ.

Margarete qua đời năm 1410, ở tuổi 36, và chồng bà mất sau đó mười năm vào năm 1420. Ông đã không tái hôn sau khi Margaret qua đời.
Con gái Elisabeth sinh một cháu gái, cũng được gọi là Elisabeth. Elisabeth đã đính hôn với Albert III, Công tước xứ Bavaria, nhưng thay vào đó cô lại kết hôn với John III xứ Werdenberg.